# 984
Évszázadok: 9. század – 10. század – 11. század
Évtizedek: 930-as évek – 940-es évek – 950-es évek – 960-as évek – 970-es évek – 980-as évek – 990-es évek – 1000-es évek – 1010-es évek – 1020-as évek – 1030-as évek
Évek: 979 – 980 – 981 – 982 –  983 – 984 – 985 – 986 – 987 – 988 – 989

## Események

### Határozott dátumú események
- augusztus 20. – A római Angyalvárba zárt XIV. János pápát – feltehetően éheztetéssel vagy méreggel – megölik.[1]

### Határozatlan dátumú események
- március – II. Henrik bajor herceg királlyá koronáztatja magát[2] a gyermek III. Ottóval szemben. Trónra lépését II. Boleszláv cseh fejedelem,  I. Mieszko lengyel fejedelem és Lothár nyugati frank király  támogatták.
- április – Bizánci támogatással visszatér Rómába VII. Bonifác ellenpápa, és bebörtönözeti XIV. Jánost.[3]
- Muajjid ad-Daula halála után régi ellensége, öccse, Fahr ad-Daula lesz Hamadán, Rajj, Gurgán és Tabarisztán emírje.

## Halálozások
- augusztus 20. – XIV. János pápa[1]
- Muajjid ad-Daula hamadáni, rajji, gurgáni és tabarisztáni emír